# Art Spiegelman

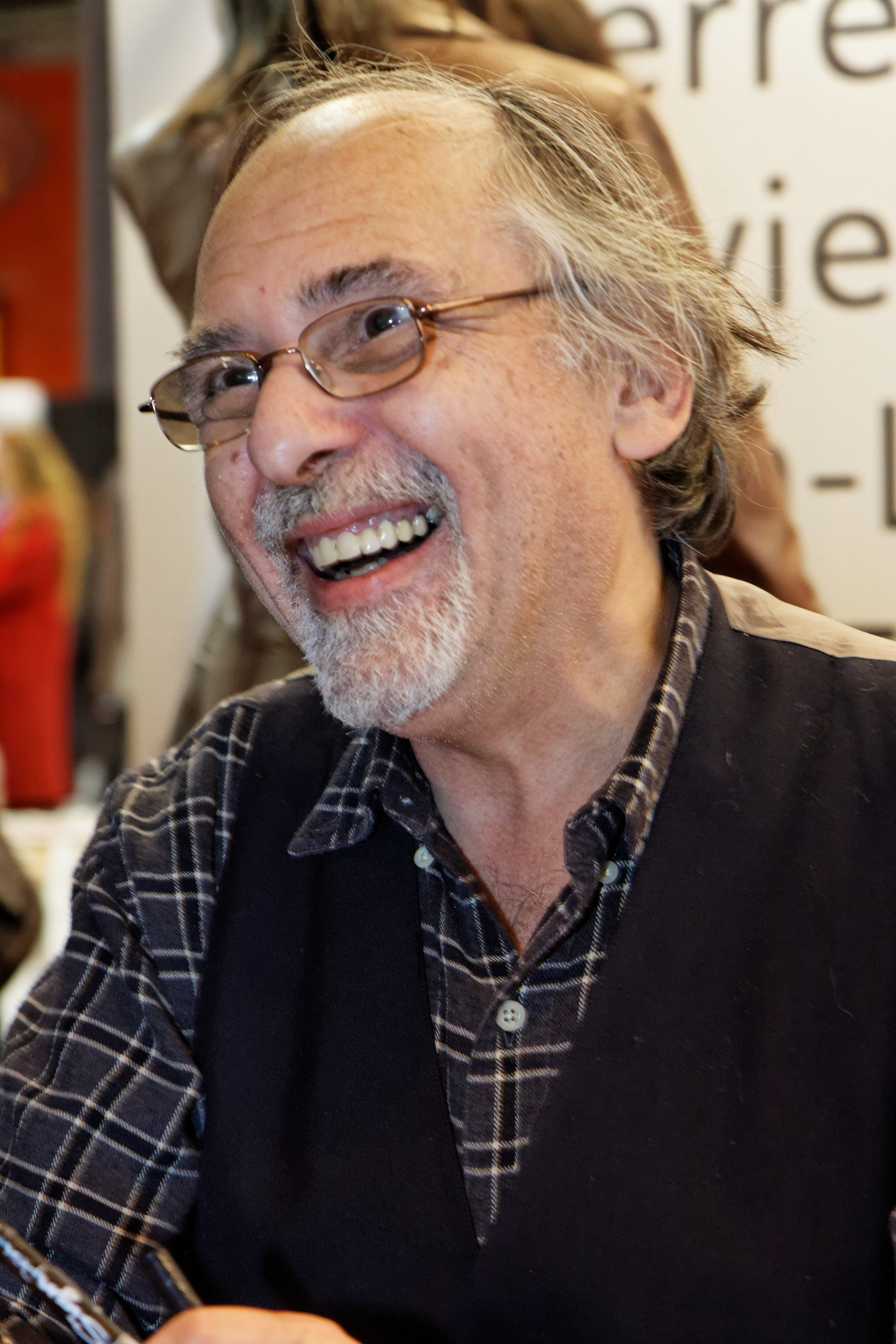
Art Spiegelman (2012)

Art Spiegelman (* 15. Februar 1948 in Stockholm) ist ein vielfach ausgezeichneter amerikanischer Cartoonist und Comicautor. Er erhielt unter anderem einen Pulitzer-Preis für seine Graphic Novel Maus – Die Geschichte eines Überlebenden sowie den Siegfried Unseld Preis für sein Lebenswerk.

## Leben
Spiegelman ist der Sohn von Władysław „Władek“ Spiegelman (11. Okt. 1905 – 18. Aug. 1982) und Andzia Spiegelman, geborene Zylberberg (15. März 1912 – 21. Mai 1968). Beide Eltern haben das Konzentrationslager in Auschwitz und weitere Konzentrationslager überlebt, während ihr erster Sohn Rysio und der Großteil ihrer Angehörigen und Freunde ermordet wurden. Familie Spiegelman wanderte 1951 in die USA aus und ließ sich in New York nieder, wo es Władysław Spiegelman, nun William Spiegelman, als Diamantenhändler zu Wohlstand brachte.
Im Alter von sieben Jahren entdeckte Art den Bilderwitz der Comic-Zeitschrift MAD. Mit zwölf Jahren begann er, sich für die EC Comics (Entertaining Comics) zu interessieren und diese nachzuzeichnen. Im Laufe der Zeit verwirklichte er dann eigene Ideen, die bald in einer Schülerzeitung abgedruckt wurden.
Mit 15 Jahren zeichnete Spiegelman für die Long Island Post Cartoons, bevor er 1965 sein Studium auf der High School of Art and Design begann. Zwei Jahre später lernte er Wallace Wood kennen. Spiegelman brach sein Studium ab, arbeitete für Woods Magazin Witzend, wenig später für die Erotik-Zeitschriften Cavalier, Dude, Gent und Nugget.
Im Mai 1968 beging seine Mutter Suizid, ohne einen Abschiedsbrief zu hinterlassen. Spiegelman verarbeitete das Geschehen in der vierseitigen Story Prisoner on the Hell Planet („Gefangener auf dem Höllenplaneten“).
1976 lernte er seine spätere Frau, die französische Architekturstudentin Françoise Mouly, kennen, mit der er von 1980 bis 1991 das schon bald vielgelobte großformatige Comic Avantgarde-Magazin RAW herausbrachte. In dem Magazin veröffentlichten sie neben ausländischen Zeichnern und neuen amerikanischen Talenten wie Charles Burns und Gary Panter auch Spiegelmans erste große Arbeit Maus – Die Geschichte eines Überlebenden von der zweiten Nummer an kapitelweise, seine Erzählung der Erinnerungen seines Vaters an die Shoa.
Kurze Zeit nach den Anschlägen am 11. September 2001 kündigte er beim berühmten Magazin The New Yorker, für die er einige aufsehenerregende Titelbilder gezeichnet hatte, aus Protest gegen den Opportunismus der amerikanischen Medien für den sogenannten „War on Terror“ der Bush-Regierung:

“Well, the press is a fearful creature here. It’s not that brave.”

„Na ja, hier ist die Presse ein furchtsames Wesen. Sie ist nicht sehr tapfer.“

2002 veröffentlichte die deutsche Wochenzeitung Die Zeit seine zehnteilige Comic-Serie Im Schatten keiner Türme (In the Shadow of No Towers). Die Serie beschreibt Spiegelmans Verarbeitung des 11. September und lässt das Trauma erahnen, das der Anschlag bei Spiegelman hinterlassen hat. Die zehn Folgen der Serie, die jeweils aus einer großformatigen Seite bestehen und voller Anspielungen auf Comic-Strips aus der Frühzeit des Mediums sind, erschienen in der Zeit von 2002 bis 2003. 2004 wurde die Serie auch als Buch veröffentlicht.
Im Juni 2006 befasste er sich in einer Cover-Story des Harper’s Magazine mit der Kontroverse um die Karikatur Das Gesicht Mohammeds. Art Spiegelman veröffentlichte im März 2012 zusammen mit John Pound die Comic-Card-Reihe Garbage Pail Kids.
Spiegelman ist seit 1977 mit Françoise Mouly verheiratet, die als Art Director bei der Wochenzeitschrift The New Yorker arbeitet, und hat mit ihr die Kinder Nadja Rachel (* 1987) und Dashiell Alan (* 1992).
Heute arbeitet Spiegelman als unabhängiger Zeichner und Autor und lebt seit 1977 in SoHo, Manhattan, New York.

## Auszeichnungen (Auswahl)
- 1992 erhielt Spiegelman für Maus den Pulitzer-Preis (Sonderpreis).[7]
- 2005 wurde er in die American Academy of Arts and Sciences gewählt.[8]
- 2012 wurde Spiegelman mit dem Siegfried Unseld Preis ausgezeichnet.[9]
- 2015 wurde er in die American Academy of Arts and Letters gewählt.[10]
- 2022 erhielt Spiegelman die National Book Foundation’s Medal for Distinguished Contribution to American Letters.[11]

## Ausstellungen
- Art Spiegelman. Co-Mix. Eine Retrospektive von Comics, Zeichnungen und übrigem Gekritzel, 22. September 2012 bis 6. Januar 2013 im Museum Ludwig (Köln), zuvor im Centre Pompidou (Paris).[12]

## Werke (Auswahl)

Schriftzug seiner Kurzgeschichte von 1972

- Breakdowns. Gesammelte Comic strips. Stroemfeld Verlag, Frankfurt 1980, ISBN 978-3-87877-971-1 (im Schuber mit Bruch, einem Beiheft von Martin Langbein und Klaus Theweleit).
- Das Wilde Fest. Zeichnungen von Art Spiegelman, Text von Joseph Moncure March. Rowohlt, Reinbek bei Hamburg 1994, ISBN 3-498-06290-5.
- Little Lit – Märchen und Sagen. Herausgegeben von Art Spiegelman und Francoise Mouly. Carlsen, Hamburg 2001, ISBN 3-551-74999-X.
- Little Lit – Seltsame Geschichten. Herausgegeben von Art Spiegelman und Francoise Mouly Carlsen, Hamburg 2002, ISBN 3-551-75000-9.
- Küsse aus New York. Titelbilder und Zeichnungen für den New Yorker. Vorwort von Paul Auster. Zweitausendeins, Frankfurt 2003, ISBN 978-3-86150-607-2.
- Breakdowns. Porträt des Künstlers als %@*! Fischer, Frankfurt 2008, ISBN 978-3-10-076805-6.
- Die vollständige Maus – Die Geschichte eines Überlebenden. Fischer, Frankfurt 2008, ISBN 978-3-596-18094-3.
- Im Schatten keiner Türme. Atrium, Hamburg 2011, ISBN 978-3-85535-710-9. (Original: In the Shadow of no Towers, 2004.)
- MetaMaus: Einblicke in Maus, ein moderner Klassiker. Fischer, Frankfurt 2012, ISBN 978-3-10-076806-3.

## Filmdokumentationen
- Art Spiegelman – Von Katzen und Mäusen. Dokumentation, ZDF 1987, Regie: Georg Stefan Troller, 45 Minuten.[13]
- Comix. Art Spiegelman – Der Spiegel der Geschichte. Dokumentation, Frankreich 2004, Regie: Benoît Peeters, 26 Minuten (Erstsendung: 15. Januar 2005).
- Art Spiegelman – Comic-Zeichner. Dokumentarfilm, Arte, Frankreich 2009, Buch und Regie: Clara Kuperberg, Joëlle Oosterlinck, 44 Minuten.
- “Maus” oder die Hölle von Auschwitz – Der Kult-Comic von Art Spiegelman. Dokumentation, Arte, Frankreich 2024, Regie: Pauline Horovitz, 53 Minuten.